# Maxime Cressy
Maxime Cressy (* 8. května 1997 Paříž) je americký profesionální tenista, který v letech 2016–2018 reprezentoval rodnou Francii. Ve své dosavadní kariéře na okruhu ATP Tour vyhrál jeden singlový a jeden deblový turnaj. Na challengerech ATP a okruhu ITF získal šest titulů ve dvouhře a třináct ve čtyřhře.
Na žebříčku ATP byl ve dvouhře nejvýše klasifikován v srpnu 2022 na 31. místě a ve čtyřhře v  květnu 2023 na 64. místě. Trénují ho Romain Sichez a Armand D’Harcourt.

## Tenisová kariéra
Tenis začal hrát ve čtyřech letech a od dvanácti se začal připravovat v přímořském letovisku Boulouris na Francouzské Riviéře jako člen francouzské tenisové federace. V letech 2016–2019 hrál univerzitní tenis za medvědy Kalifornské univerzity v Los Angeles, na které vystudoval matematiku. V posledním ročníku, během sezóny 2019, dosáhl deblové bilance 26–0 a s Keeganem Smithem vyhrál národní akademické mistrovství NCAA. Navázal tak na matku Leslie Nelsonovou, která se na Univerzitě Jižní Kalifornie stala dvojnásobnou národní šampionkou NCAA ve volejbale. Na celostátním univerzitním žebříčku nejvýše figuroval na 17. příčce ve dvouhře a 1. místě ve čtyřhře.
V rámci okruhu ITF debutoval v červenci 2016 ve francouzském Saint-Gervais, na turnaji dotovaném 10 tisíci dolary. V úvodním kole podlehl Ukrajinci Vadimu Alexejenkovi ze sedmé světové stovky. První titul v této úrovni tenisu získal během srpna 2017 ve čtyřhře 15tisícového turnaje v Minsku. Soutěž ovládl s Francouzem Ugem Humbertem. Singlovou trofej pak přidal v prosinci 2018 ve floridské metropoli Tallahassee, kde ve finále 25tisícové události zdolal Brita Ryana Penistona ze sedmé stovky žebříčku. Premiérový challenger vyhrál na únorovém Cleveland Open 2019. Na turnaji zvítězil v sedmi zápasech, když musel jako člen šesté stovky projít kvalifikací. Přes Chorvata Bornu Goja a Američana Marcose Girona se probojoval do finále, v němž přehrál Dána z konce třetí světové stovky Mikaela Torpegaarda po třísetovém boji.
V kvalifikaci okruhu ATP Tour debutoval na travnatém Hall of Fame Open 2019 v Newportu, kde jej do hlavní soutěže nepustil Ind Ramkumar Ramanathan. V newportské čtyřhře odehrál první zápas v hlavní soutěži, když s Keeganem Smithem obdrželi divokou kartu. Na úvod je vyřadil americko-německý pár Nicholas Monroe a Mischa Zverev. Debut v hlavní soutěži grandslamu zaznamenal v mužském deblu US Open 2019 znovu se Smithem na divokou kartu. V úvodním kole však nenašli recept na litevsko-argentinskou dvojici Ričardas Berankis a Juan Ignacio Londero. V sezóně 2020 nastoupil do jediné kvalifikace na antukovém Generali Open Kitzbühel 2020. Skončil opět v úvodním kole, na raketě Francouze Pierra-Huguese Herberta.
První singlový zápas v rámci túry ATP odehrál na lednovém Great Ocean Road Open 2021 v Melbourne Parku, kde jej vyřadil opět Herbert po vyrovnaném třísetovém průběhu. Do čtvrtfinále se podíval na Hall of Fame Open 2021 po výhrách nad Paolem Lorenzim a Samem Querreym, než jej zastavil Australan Jordan Thompson. Na úvod US Open 2021 přehrál španělskou světovou dvanáctku Pabla Carreña Bustu díky výhře v tiebreaku poslední páté sady. V duelu prohrával již 0–2 na sety a odvrátil čtyři mečboly. Ve druhém duelu nestačil na Gruzínce Nikoloze Basilašviliho.

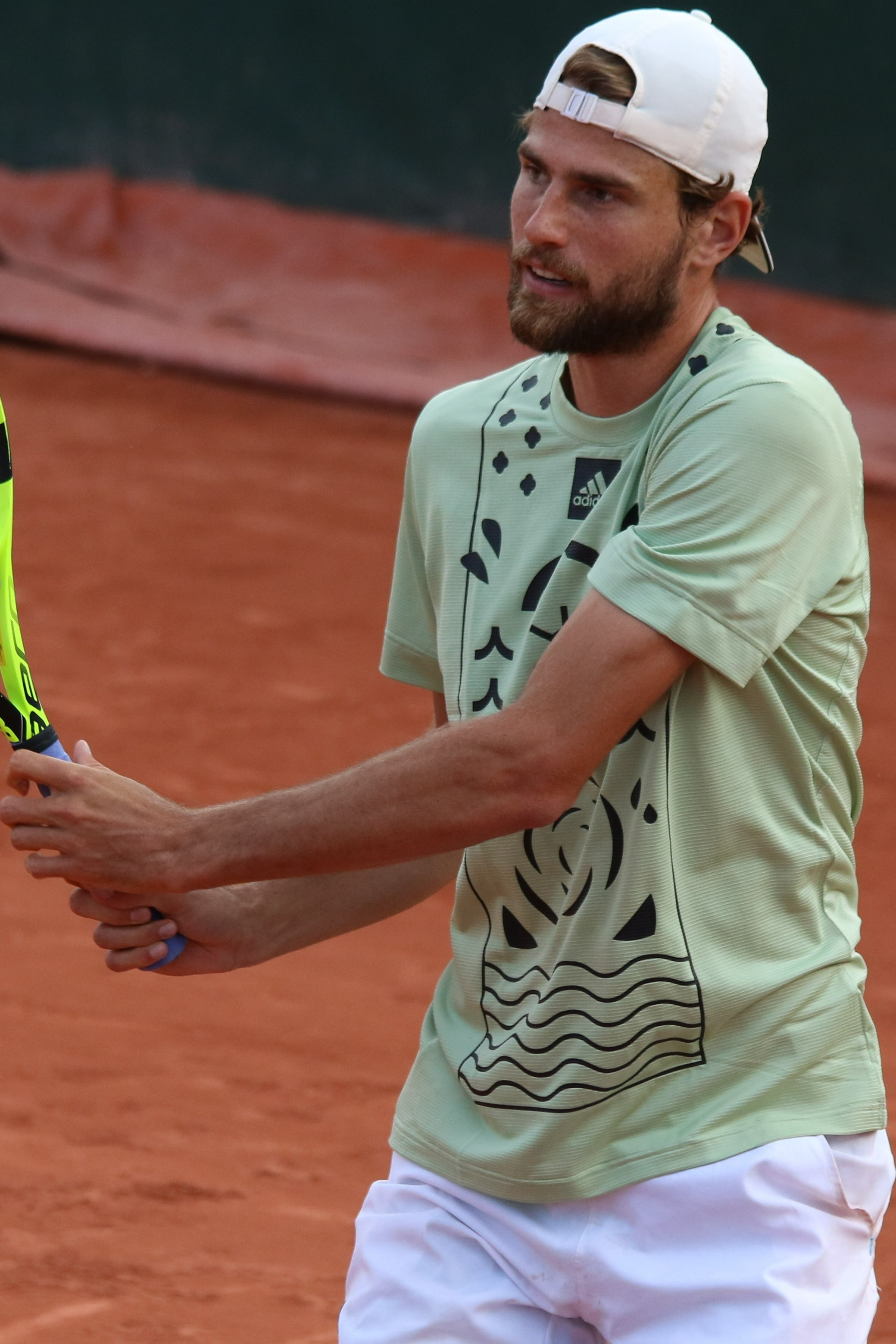
Na French Open 2022 prohrál v pěti setech s Basilašvilim

Průlomovou se stala sezóna 2022, kterou otevřel sérií šesti výher na grandslamové přípravě Melbourne Summer Set. Po dvoukolové kvalifikaci přehrál ve čtvrtfinále Španěla Jaumeho Munara a poté světovou osmadvacítku Grigora Dimitrova. Až v přímém boji o titul nestačil na šestého hráče žebříčku Rafaela Nadala, který následně ovládl i Australian Open. Na prahu vyřazení se Cressy ocitl již ve druhém kole, kdy členovi světové třicítky Reillymu Opelkovi odvrátil dva mečboly. Bodový zisk jej po turnaji poprvé posunul do elitní světové stovky. Na melbournském grandslamu postoupil do čtvrtého kola přes Isnera, Macháče a Australana O'Connella. V osmifinále mu stopku však vystavila světová dvojka a pozdější finalista Daniil Medveděv, na nějž uhrál jeden set. Druhé kariérní finále si zahrál na travnatém Rothesay International Eastbourne 2022 již jako šedesátý muž klasifikace. Na úvod znovu přehrál Opelku a poté tři Brity, Daniela Evanse, světovou dvanáctku Camerona Norrieho a Jacka Drapera, než jej zdolal krajan a člen první patnáctky Taylor Fritz ve třech sadách. Po konci se posunul mezi první padesátku hráčů.
Ve Wimbledonu 2022 premiérově porazil člena elitní světové desítky, devátého v pořadí Félixe Augera-Aliassimeho ve čtyřech sadách, z nichž tři ukončil až tiebreak. Poté prohrál se stým třetím hráčem žebříčku Jackem Sockem. Debutovou trofej z túry ATP si odvezl z travnatého Hall of Fame Open 2022 po semifinálovém vítězství nad Isnerem a finálové výhře s Kazachstáncem Alexandrem Bublikem. O šampionu rozhodla až zkrácená hra závěrečné sady, když v průběhu zápasu dokázal otočit nepříznivý vývoj ze stavu 2–6 a 0–3. Bodový zisk jej posunul na nové kariérní maximum, 33. příčku. Poprvé nasazen na grandslamu byl na US Open 2022, kde ve třetím setu úvodního kola skrečoval Mártonu Fucsovicsovi pro zranění.

## Herní styl
Během vysokoškolského studia se hlavní kouč UCLA Billy Martin snažil změnit jeho styl na hru od základní čáry s vylepšením forhendu a bekhendu. Výška 198 cm a somatotyp jej však předurčovali k silovému tenisu, s nímž se prosazoval na dvorci. Dále tak preferoval styl servis-volej, kdy druhé podání dokázal zahrát s podobnou razancí a rychlostí jako první. Silný return obohatil okamžitým přechodem k síti, se snahou o zakončení výměny na voleji.

## Finále na okruhu ATP Tour
| Legenda                     |                          |
| D – dvouhra; Č – čtyřhra    | D – dvouhra; Č – čtyřhra |
| --------------------------- | ------------------------ |
| Grand Slam (0)              |                          |
| Turnaj mistrů (0)           |                          |
| ATP Tour Masters 1000 (0)   |                          |
| ATP Tour 500 (0, 1–0 Č)     |                          |
| ATP Tour 250 (1–3 D, 0–1 Č) |                          |

### Dvouhra: 4 (1–3)
| Stav      | č. | datum         | turnaj                     | povrch    | soupeř ve finále | výsledek                |
| --------- | -- | ------------- | -------------------------- | --------- | ---------------- | ----------------------- |
| Finalista | 1. | leden 2022    | Melbourne, Austrálie       | tvrdý     | Rafael Nadal     | 6–7(6–8), 3–6           |
| Finalista | 2. | červen 2022   | Eastbourne, Velká Británie | tráva     | Taylor Fritz     | 2–6, 7–6(7–4), 6–7(4–7) |
| Vítěz     | 1. | červenec 2022 | Newport, Spojené státy     | tráva     | Alexandr Bublik  | 2–6, 6–3, 7–6(7–3)      |
| Finalista | 3. | únor 2023     | Montpellier, Francie       | tvrdý (h) | Jannik Sinner    | 6–7(3–7), 3–6           |

### Čtyřhra: 2 (1–1)
| Stav      | č. | datum     | turnaj               | povrch    | spoluhráč       | soupeři ve finále                | výsledek              |
| --------- | -- | --------- | -------------------- | --------- | --------------- | -------------------------------- | --------------------- |
| Finalista | 1. | únor 2023 | Montpellier, Francie | tvrdý (h) | Albano Olivetti | Robin Haase Matwé Middelkoop     | 6–7(4–7), 6–4, [6–10] |
| Vítěz     | 1. | únor 2023 | Dubaj, SAE           | tvrdý     | Fabrice Martin  | Lloyd Glasspool Harri Heliövaara | 7–6(7–2), 6–4         |

## Tituly na challengerech ATP a okruhu ITF
| Legenda                |
| ---------------------- |
| Challengery (4 D; 2 Č) |
| ITF (2 D; 11 Č)        |

### Dvouhra (6 titulů)
| Č. | datum         | turnaj                     | povrch    | poražený finalista | výsledek                |
| -- | ------------- | -------------------------- | --------- | ------------------ | ----------------------- |
| 1. | prosinec 2018 | Tallahassee, Spojené státy | tvrdý (h) | Ryan Peniston      | 6–4, 7–6(7–4)           |
| 2. | únor 2019     | Cleveland, Spojené státy   | tvrdý (h) | Mikael Torpegaard  | 6–7(4–7), 7–6(8–6), 6–3 |
| 3. | červen 2019   | Tulsa, Spojené státy       | tvrdý     | Sam Riffice        | 6–3, 6–1                |
| 4. | únor 2020     | Drummondville, Kanada      | tvrdý (h) | Arthur Rinderknech | 6–7(4–7), 6–4, 6–4      |
| 5. | listopad 2021 | Forlì, Itálie              | tvrdý (h) | Matthias Bachinger | 6–4, 6–2                |
| 6. | září 2023     | Rennes, Francie            | tvrdý (h) | Benjamin Bonzi     | 6–3, 2–0skreč           |

### Čtyřhra (13 titulů)
| Č.  | datum         | turnaj                         | povrch    | spoluhráč          | poražení finalisté                   | výsledek           |
| --- | ------------- | ------------------------------ | --------- | ------------------ | ------------------------------------ | ------------------ |
| 1.  | srpen 2017    | Minsk, Bělorusko               | tvrdý     | Ugo Humbert        | Ivan Ljutarevič Vadym Ursu           | 4–6, 6–3, [10–5]   |
| 2.  | červenec 2018 | Wichita, Spojené státy         | tvrdý     | Brandon Holt       | Hunter Johnson Yates Johnson         | 3–6, 6–2, [10–6]   |
| 3.  | červenec 2018 | Champaign, Spojené státy       | tvrdý     | Martin Joyce       | Charlie Emhardt Alfredo Perez        | 6–3, 6–2           |
| 4.  | červenec 2018 | Decatur, Spojené státy         | tvrdý     | Martin Joyce       | Nicolas Meister Keegan Smith         | 4–6, 6–2, [10–2]   |
| 5.  | září 2018     | Fountain Valley, Spojené státy | tvrdý     | Alexander Cozbinov | Alec Adamson Conor Berg              | 6–2, 6–2           |
| 6.  | říjen 2018    | Houston, Spojené státy         | tvrdý     | Nicolas Meister    | John Paul Fruttero Bernardo Saraiva  | 7–5, 6–3           |
| 7.  | říjen 2018    | Harlingen, Spojené státy       | tvrdý     | Nicolas Meister    | John Paul Fruttero Ronnie Schneider  | 6–4, 6–2           |
| 8.  | žíjen 2018    | Waco, Spojené státy            | tvrdý     | Nicolas Meister    | John Paul Fruttero Danny Thomas      | 6–1, 6–4           |
| 9.  | prosinec 2018 | Waco, Spojené státy            | tvrdý (h) | Nicolas Meister    | Vasile-Alexandru Ghilea Robert Kelly | 7–6(7–2), 7–6(9–7) |
| 10. | leden 2019    | Los Angeles, Spojené státy     | tvrdý     | Alexander Cozbinov | Luis Patiño Emilio Gómez             | 6–4, 6–2           |
| 11. | leden 2019    | Columbus, Spojené státy        | tvrdý (h) | Bernardo Saraiva   | Robert Galloway Nathaniel Lammons    | 7–5, 7–6(7–3)      |
| 12. | červen 2019   | Tulsa, Spojené státy           | tvrdý     | Bernardo Saraiva   | Martin Redlicki Evan Zhu             | 6–2, 3–6, [10-8]   |
| 13. | říjen 2019    | Hamburk, Německo               | tvrdý (h) | James Cerretani    | Ken Skupski John-Patrick Smith       | 6–4, 6–4           |